# Aleksander Wasiutyński
Aleksander Feliks Marceli Hieronim Wasiutyński (ur. 13 grudnia 1859 w Lisowicach, zm. 17 października 1944 w Wodzisławiu) – profesor Politechniki Warszawskiej, światowej sławy ekspert specjalista w dziedzinie kolejnictwa, pionier w zakresie badania toru podczas jazdy pociągów. Twórca koncepcji przebudowy Warszawskiego Węzła Kolejowego i budowy linii średnicowej w Warszawie.

## Życiorys
Urodził się w rodzinie Leonarda Wojciecha (1816–1899), ziemianina, i Heleny Rozalii z Bentkowskich (1828–1898). W 1879 ukończył IV Gimnazjum Miejskie w Warszawie i zdał maturę. Następnie przez rok studiował matematykę na rosyjskim Cesarskim Uniwersytecie Warszawskim. W 1880 roku wstąpił do Instytutu Inżynierów Komunikacji w Petersburgu, który ukończył w 1884 roku.
Otrzymawszy tytuł inżyniera komunikacji podjął pracę przy budowie kolei, która pozwoliła mu skonfrontować w praktyce zdobytą wiedzę teoretyczną. Pracował na budowie kolei, m.in. linii Iwangorod (obecnie Dęblin) – Dąbrowa Górnicza, Łuniniec – Homel, Siedlce – Małkinia, Kursk – Charków – Azowsk.
Przez wiele lat był pracownikiem Wydziału Drogowego Kolei Żelaznej Warszawsko-Wiedeńskiej, gdzie zorganizował stałą stację doświadczalną, w której prowadził systematyczne badania trakcji kolejowej. Dzięki zastosowaniu fotografii dokonywał precyzyjnych pomiarów ugięcia i odkształcenia toru pod wpływem obciążeń jakie powodowały przejeżdżające pociągi. Zainicjował prace badawcze nad zmianami szyn używanych w ruchu kolejowym, w wyniku których opracował nowatorskie jak na ówczesne czasy metody zabezpieczeń ruchu kolejowego oraz trzy nowe typy szyn kolejowych.
Od 1889 roku był członkiem Zarządu Drogi Żelaznej Warszawsko-Wiedeńskiej. W 1899 roku otrzymał w Instytucie Inżynierów Komunikacji tytuł adiunkta, równocześnie został odznaczony nagrodą Petersburskiego Towarzystwa Technicznego oraz odznaką zaszczytną Stowarzyszenia Inżynierów Komunikacji. Rok później w 1900 roku podczas Wystawy Powszechnej w Paryżu odznaczono go złotym medalem za opracowanie metody badań toru kolejowego. Dziesięć lat później ukazało się największe dzieło w jego dorobku pt. Drogi żelazne.
Nominowany na profesora nadzwyczajnego w Instytucie Politechnicznym w Warszawie w 1901 roku. W 1909 roku został profesorem zwyczajnym w dziedzinie dróg żelaznych. Wykładał także kolejnictwo w ramach Kursów Politechnicznych (1906–1908) na Wydziale Technicznym Towarzystwa Kursów Naukowych w Warszawie.
Był między innymi autorem projektu kolei średnicowej w Warszawie w 1919 roku. Od początku lat 30. XX wieku piastował stanowisko wiceprezesa, a następnie prezesa Akademii Nauk Technicznych. W 1930 roku otrzymał zaszczytną funkcję przewodniczącego Wydziału Nauk Technicznych Towarzystwa Naukowego Warszawskiego. Równolegle kierował pracami sądu konkursowego przy budowie Dworca Głównego w Warszawie, był zastępcą przewodniczącego Rady Technicznej przy Ministerstwie Komunikacji oraz projektował kolejową linię średnicową w Warszawie. Od 1934 roku wykładał na Politechnice Lwowskiej, posiadał także doktorat honoris causa Politechniki Lwowskiej oraz był honorowym profesorem Politechniki Warszawskiej. Ponadto posiadał tytuł honorowego członka założonego w 1934 roku Polskiego Związku Inżynierów Budowlanych oraz Koła Inżynierów Dróg i Mostów przy Stowarzyszeniu Techników Polskich w Warszawie.
Wywieziony 5 października 1944 roku ze stolicy po powstaniu warszawskim, zmarł z wyczerpania trudami tułaczki 17 października 1944 roku w Wodzisławiu k. Jędrzejowa. Spoczywa w rodzinnym grobie na cmentarzu Powązkowskim w Warszawie (kwatera 183-2-12,13).
Od 1892 roku był żonaty z Klotyldą z Romockich (1874–1963), z którą miał pięcioro dzieci:
- Andrzeja (ur. 16 listopada 1894 w Warszawie, zm. 22 września 1920 w Berżnikach[10]), podporucznika Wojska Polskiego, dowódcę 2. kompanii 1 Pułku Piechoty Legionów, odznaczonego pośmiertnie Krzyżem Srebrnym Orderu Virtuti Militari, Krzyżem Niepodległości (20 grudnia 1932)[11] i Krzyżem Walecznych[12], „kaniowczyka”, w 1918 więzionego przez Niemców w Brześciu, słuchacza III kursu wydziału inżynierii City and Guilds of London Institute[13],
- Marię Józefę (1897–1988) zamężną z Bronisławem Stawiskim de Godziątowy,
- Annę Danutę (1900–1991) zamężną z Wincentym Sebastianem Reklewskim de Rekle,
- Zbigniewa (1902–1974), profesora Politechniki Warszawskiej,
- Jeremiego (1907–2005), filozofa i astrofizyka.

## Członkostwa
- członek założyciel Akademii Nauk Technicznych (1930–1933 wiceprezes, 1933–1939 prezes)
- członek Towarzystwa Naukowego Warszawskiego (1930) (funkcja przewodniczącego Wydziału Nauk Technicznych)
- członek honorowy Polskiego Związku Inżynierów Budowlanych
- członek honorowy Koła Inżynierów Dróg i Mostów przy Stowarzyszeniu Techników w Warszawie

## Ordery i odznaczenia
- Krzyż Komandorski Orderu Odrodzenia Polski (28 kwietnia 1926)[14]
- Złoty Krzyż Zasługi (13 czerwca 1930)[15]

## Nagrody, wyróżnienia
- Złoty Medal na Powszechnej Wystawie Światowej w Paryżu za metody badań odkształceń torów kolejowych (1900)
- Doktorat honoris causa Politechniki Lwowskiej (1925)
- honorowy profesor Politechniki Warszawskiej (1937)

## Ważniejsze publikacje
Największym dziełem Aleksandra Wasiutyńskiego był podręcznik Drogi Żelazne:
- Drogi żelazne (skł. gł. E. Wende, Warszawa, 1910) – 471 stronicowe wydanie pierwsze
- Drogi żelazne (Komisja Wydawnicza Bratniej Pomocy Studentów Politechniki Warszawskiej, Warszawa, 1925) -wydanie drugie uzupełnione – 679 stron

Był także autorem ponad 100 artykułów prasowych oraz blisko 40 prac naukowych.
- Obserwacye nad chwilowemi odkształceniami budowy wierzchniej toru na drodze żelaznej Warsz. – Wiedeńskiej (Warszawa, 1899)[2]
- W sprawie dojazdu do trzeciego mostu miejskiego (Warszawa, 1911)
- Przebudowa węzła kolejowego warszawskiego (Warszawa, 1921)
- Konkurencja ruchu samochodowego (Warszawa, 1930)